# Mama (skała)

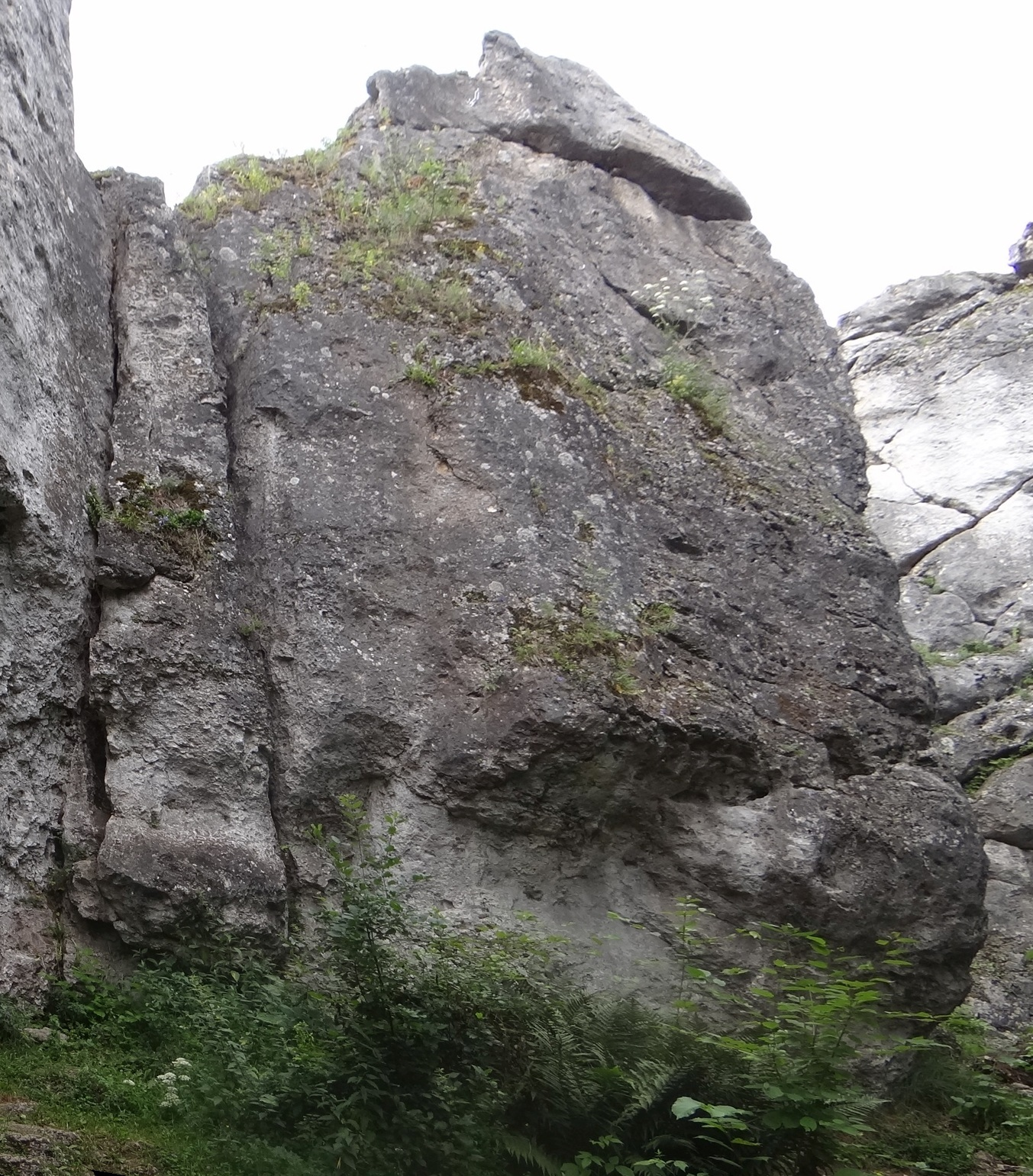

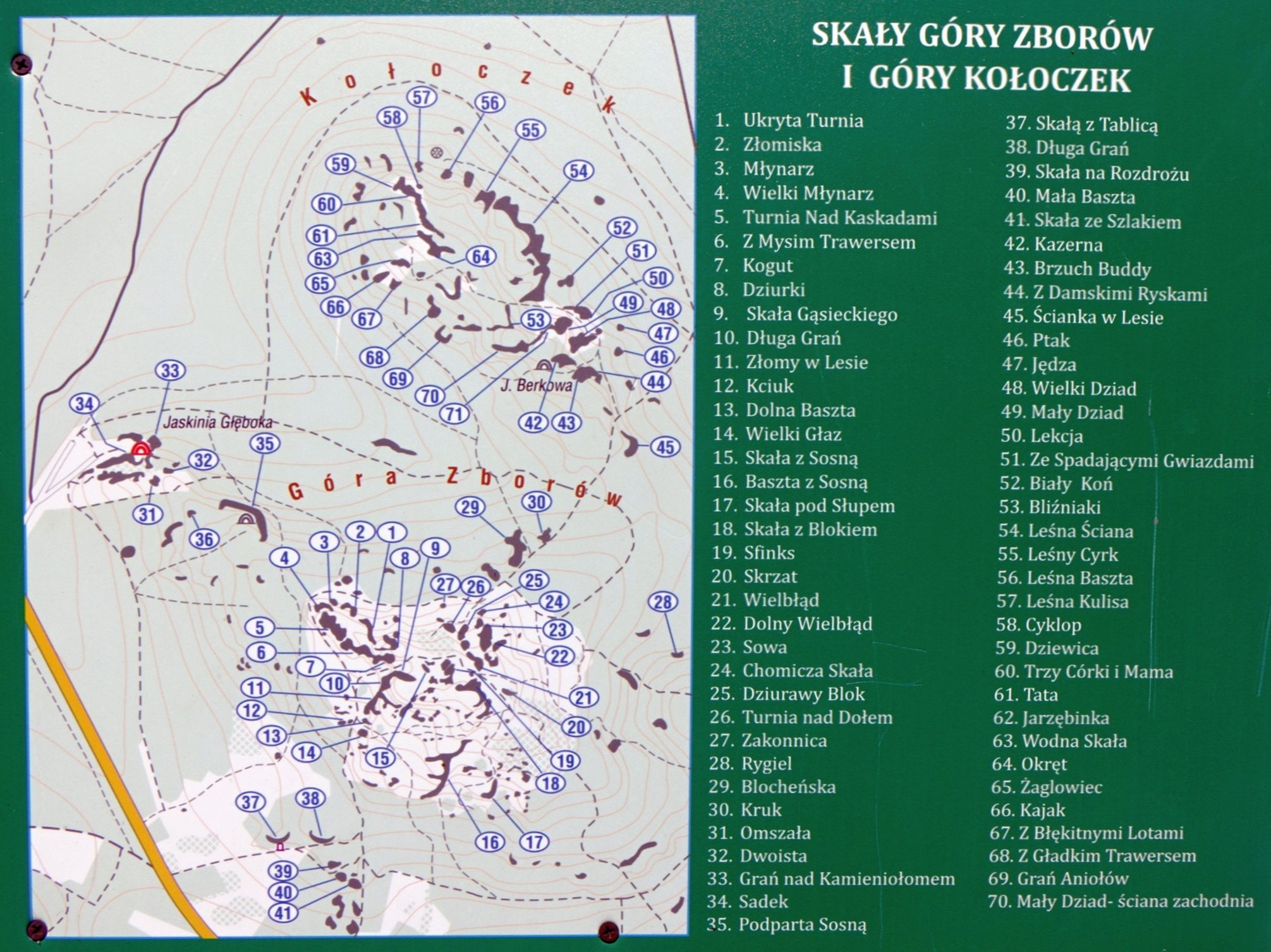
Skały Kołoczka i Góry Zborów

Mama – skała na wzniesieniu Kołoczek w miejscowości Kroczyce w województwie śląskim, w powiecie zawierciańskim, w gminie Kroczyce. Znajduje się pomiędzy skałami Tata i Córki. Ich lokalizację wskazuje mapa wzgórza Kołoczek i Góry Zborów, zamontowana przy wejściu do rezerwatu przyrody Góra Zborów. Wzniesienie Kołoczek należy do tzw. Skał Kroczyckich i znajduje się w obrębie rezerwatu przyrody Góra Zborów na Wyżynie Częstochowskiej. Na internetowym portalu wspinaczkowym skały Córki, Mama i Tata opisywane są razem jako Córki, Mama i Tata.
Mama to wapienna skała o wysokości 14 m, znajdująca się w lesie w północnej części wzniesienia Kołoczek, przez wspinaczy skalnych nazywanego Górą Kołoczek. Ma ściany wspinaczkowe pionowe lub przewieszone. Występują w nich takie formacje skalne jak filar i komin.

## Drogi wspinaczkowe
Na Mamie jest 11 dróg wspinaczkowych o trudności od IV do VI.5+ w skali Kurtyki. Obok łatwych dróg, na których mogą trenować kursanci, znajdują się tutaj również drogi ekstremalnie trudne dla wspinaczy o zacięciu sportowym. Niemal wszystkie mają zamontowane stałe punkty asekuracyjne: ringi (r), stanowisko zjazdowe (st) lub dwa ringi zjazdowe (drz), na pozostałych wspinaczka tradycyjna (trad). Skała o dużej popularności wśród wspinaczy skałkowych.

Mama I
1. Lewa ryska; IV+, 11 m, trad
2. Prawa rysa; V-, 11 m, trad
3. Pocałunek Mako; 3r + drz, VI.1+, 11 m
4. Bez nazwy; VI.1, 12 m
5. Środek Mamy; 4r + st, VI+ 13 m
6. Bez nazwy; 3r + drz, VI+, 13 m
7. Filarek Mamy; 4r + drz, V (ze startem po lewej VI+), 13 m

Mama II
1. Young power; 3r + st, VI.4+, 12 m, droga szczególnie polecana
2. Old power; 4r + st, VI.5/5+, 11 m
3. Max power; 3r + st, VI.5+, 12 m
4. Kant poborowych; 4r + st, VI.2+, 11 m, droga szczególnie polecana[5].